# Паля (тортури)
Паля, кіл — середньовічний засіб для страти людини посадженням на палю, а також для тортур. Являла собою:
- загострений дерев'яний (з цільного дерева) або металевий кіл;
- укріплений в землі вертикальний кіл, з загостреним верхнім кінцем;
- у запорожців був дерев'яний стовп, висотою в аршин і більше, нагорі якого зміцнювався залізний шпиль в 2 аршини довжини;
- інколи застосовували товсту жердину з тупим кінцем, що уповільнювало настання смерті;
- пірамідальний навершок на дерев'яному стрижні.